# Gerhard Brandes (Politiker)
Gerhard Brandes (* 14. September 1902 in Leipzig; † 14. Juni 1999 in Hamburg) war ein deutscher sozialdemokratischer Politiker und Hamburger Senator.

## Weimarer Republik und Zeit des Nationalsozialismus
Brandes besuchte die Volksschule und absolvierte eine Lehre als Anwaltsgehilfe in Leipzig. Frühzeitig wurde er Mitglied der SAJ und 1920 Mitglied in der SPD.
1921 wurde er SAJ-Sekretär in seiner Geburtsstadt. Er übernahm das Amt als leitender Gewerkschaftssekretär des Allgemeinen Deutschen Gewerkschaftsbundes (ADGB) und siedelte nach Greiz in Thüringen über. Seine Frau Charlotte, ebenfalls SPD-Mitglied, wurde dort in die Stadtverordnetenversammlung gewählt. In der Funktion als ADGB-Funktionär wechselte er nach Königsberg.
Nach der Machtübernahme des NS-Regimes wurde Brandes unter dem Verdacht der illegalen Parteiarbeit verhaftet. Er saß ab dem 1. Juli 1933 im Polizeigefängnis von Königsberg. Er wurde zwar im September desselben Jahres wieder freigelassen, stand aber unter Aufsicht der Polizei. Das hieß im Einzelnen, dass er sich regelmäßig bei den Behörden zu melden hatte und Reisen aus Königsberg anmelden musste. Beim Besuch Adolf Hitlers in Königsberg 1936 wurde Brandes wieder für drei Tage in die sogenannte „Schutzhaft“ genommen. Er konnte sich seine Existenz durch eine Tätigkeit als Helfer in Steuersachen aufrechterhalten.
Nach dem missglückten Attentat auf Hitler vom 20. Juli 1944 wurden Brandes, seine Ehefrau sowie weitere ehemalige Gewerkschaftssekretäre am 22. des folgenden Monats verhaftet. Am 1. September kam Brandes wieder frei. Seine Wohnung und Geschäftsräume waren bei den starken Bombenangriffen der Alliierten vom 30. August zerstört worden. Es gelang ihm und seiner Familie aus Ostpreußen zu fliehen.

## Nachkriegszeit und Bundesrepublik
1945 kam Brandes mit seiner Frau nach Hamburg. Er arbeitete als selbständiger Steuerberater und war von 1946 bis 1974 für die SPD für seinen Wohndistrikt St. Georg in der Hamburgischen Bürgerschaft. Als Vorsitzender des Flüchtlingsausschusses wirkte er maßgeblich an organisatorischen und steuerlichen Hilfs- und Ausgleichsmaßnahmen und Gesetzen für Flüchtlinge und Vertriebene mit. Von 1957 bis 1965 übernahm er den Vorsitz seiner Fraktion. Er wurde 1965 Finanzsenator im Senat von Bürgermeister Herbert Weichmann. In seiner Zeit als Senator wurden Projekte wie der Ausbau der Messe, der Bau des Congresszentrums (CCH), das Bäderprogramm der Wasserwerke und die Einführung der Allgemeinen-Daten-Verarbeitung (ADV) vorangetrieben. Nachdem er 1970 wieder aus dem Senat ausgeschieden war, übernahm er den Vorsitz der SPD-Fraktion nochmals für zwei Jahre.
Von 1958 bis 1965 war er Geschäftsführer der Hamburger Wasserwerke.

## Kabinette
- Weichmann I
- Weichmann II

## Ehrung
Brandes wurde 1972 mit der Bürgermeister-Stolten-Medaille ausgezeichnet.
Bürgermeister Ortwin Runde erklärte anlässlich des Todes Brandes 1999: „Mit Gerhard Brandes verliert Hamburg einen gestandenen Sozialdemokraten der ersten Stunde. Fundiertes Wissen und Sachverstand waren das Handwerkszeug dieses Politikers, der seine Tatkraft und seine Ideen dem Neuanfang nach dem Kriege selbstverständlich zur Verfügung gestellt hat. Hamburg hat von der Arbeit und den Leistungen Gerhard Brandes, wo immer er öffentliche Aufgaben wahrgenommen hat, großen Nutzen gezogen. Bis zuletzt hat er aufmerksam und kritisch verfolgt, was die, die politisch nach ihm kamen, zu Wege brachten. Wir werden Gerhard Brandes in guter Erinnerung behalten.“